# Zikhron Yaakov
Zikhron Yaakov (זכרון יעקב) est une localité d'Israël installée sur le mont Carmel. Zikhron Yaakov a été fondé le 6 décembre 1882 par des membres des Amants de Sion. C'est la troisième localité juive fondée lors de la Première Aliyah.

## Chronologie

### Décembre1882
Un groupe de pionniers, principalement composé d'immigrants originaires de Roumanie, s'installe sur les terres de Zikhron Yaakov appelée alors Zamarin. Les difficultés économiques et les épidémies entraînent alors le départ d'une partie de la population.

### 1883-1886

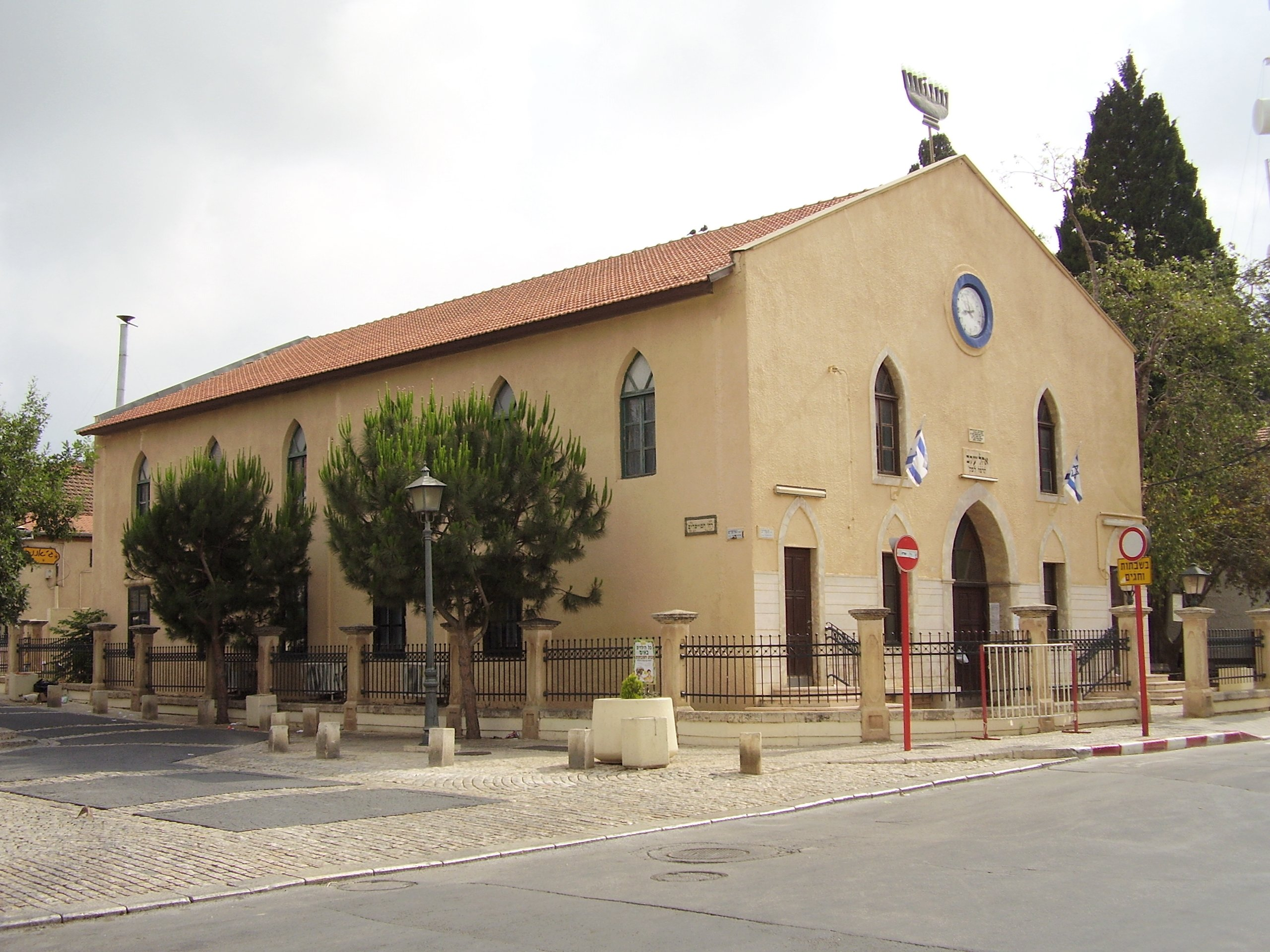
Synagogue

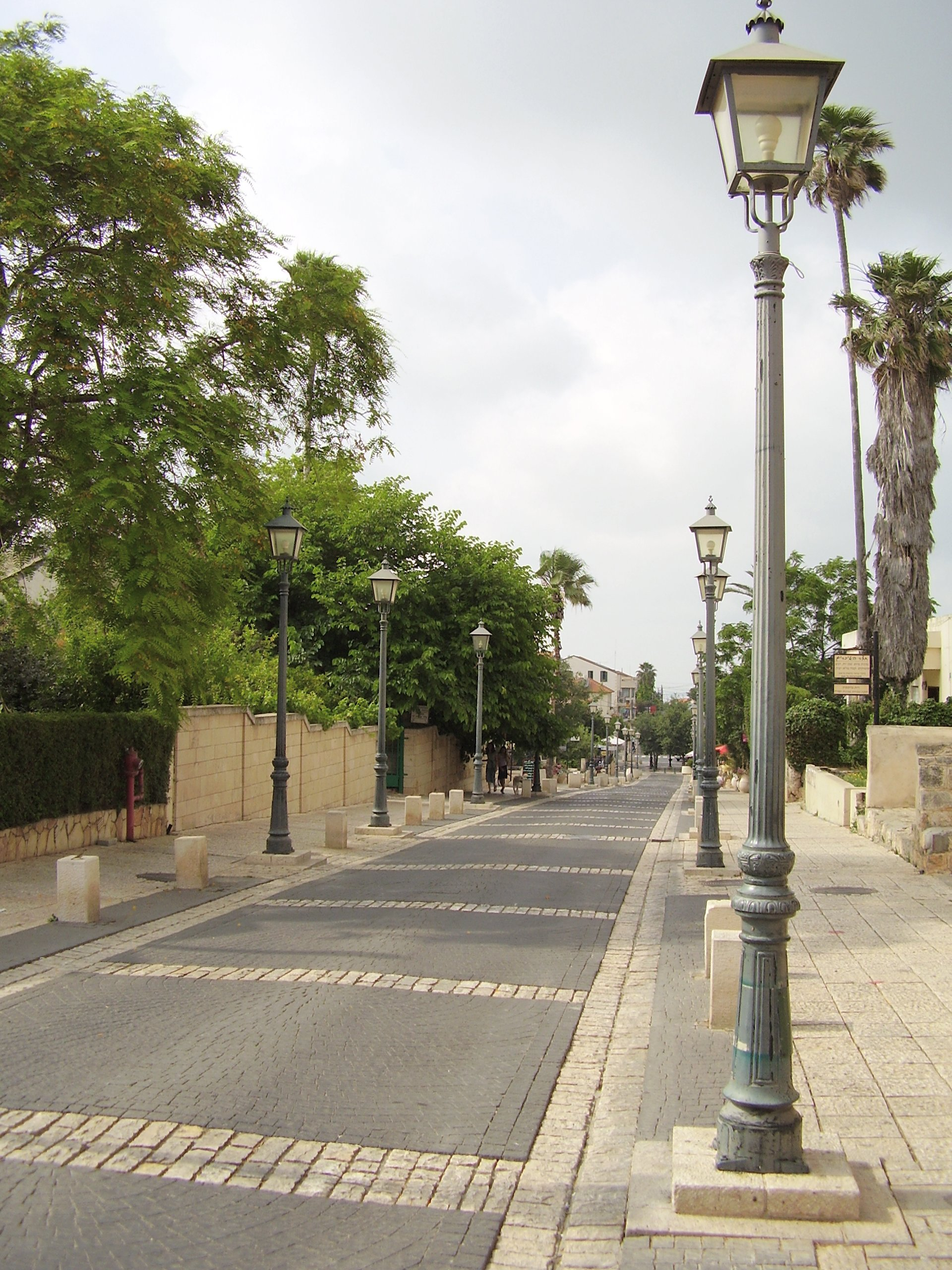
Grand rue

Le baron Edmond de Rothschild met le village sous sa propre responsabilité. Il offre ainsi à chacun des agriculteurs de Zihron Yaakov une somme d'argent, et fait transformer les terres alentour en zones agricoles. C'est un ingénieur allemand du nom de Stuckler qui aménage l'infrastructure du village, et délimite les parcelles de terrain. Le style de la ville rappelle toutefois une petite ville française. La culture des vignes devient l'activité économique la plus importante. En 1885, Zihron Yaakov compte 380 habitants. 
Edmond de Rothschild tient aussi à faire construire une synagogue inaugurée en 1886 et appelée Ohel Yaacov en souvenir de son père Jacob.

### 1892-1895
Une coopérative vinicole est construite dans le village, et, en contrebas du mont Carmel, une fabrique de bouteilles de verre lui étant destinée. Atteints de maladie, tous les cépages sont alors changés.

### 1900-1906
La gestion du village passe sous la responsabilité de l'organisation Yika (יק"א). Malgré sa situation difficile, Zihron Yaakov est alors reconnu comme pôle d'attraction au sein de la communauté pionnière de l'époque.

### 1911-1912
Le village s'agrandit à la suite de nouvelles vagues d'immigration, dont la plus importante est composée de Juifs originaires du Yémen.

### 1914-1918
Avec le début de la Première Guerre mondiale, les hommes de Zihron Yaakov sont enrôlés dans les rangs de l'armée turque. C'est alors que s'organise le groupe de résistance et d'espionnage "Nili", à l'initiative de la famille Aharonson. Un des fils, Aharon Aharonson (1876-1919), botaniste de renom, découvre alors le blé sauvage. Il se tue dans un accident d'avion en 1919. Sa sœur, Sara Aharonson, est arrêtée par les autorités ottomanes, et se suicide dans la maison familiale d'une balle de révolver, afin d'échapper aux tortures des Turcs.

### 1920-1948
À la fin de la guerre, et avec l'entrée des Britanniques en Palestine, le village voit sa situation s'améliorer. Outre les vignes, les agriculteurs se lancent dans la culture du tabac, des oliviers et des fleurs utilisées pour la confection de parfums. En 1935, le nombre d'habitants s'élève à 1650. En 1934, l'électricité fait son apparition dans le village.

### 1948-1952
Après la création de l’état d’Israël, de nombreux immigrants rejoignent la population déjà existante, et sont momentanément logés dans les locaux abandonnés par l'armée britannique, ainsi que sous des tentes installées pour l'occasion. En 1951, Zihron Yaakov compte 4200 habitants.

### 1952-1965
De nouveaux quartiers sont construits dans la partie sud de Zihron Yaakov. C'est en 1954 que le baron Rothschild et son épouse sont inhumés aux abords du village, dans un immense jardin botanique, sur une élévation appelée désormais le "mont du Généreux".

### 1965-1990
On construit de nombreuses villas dans la zone ouest de la ville, et l'on compte désormais 7500 habitants, dont la plupart sont des personnes aisées. Un country-club et un centre éducatif sont créés.

## Sites de la ville

### La maison Aharonson et le musée du Nili
La famille Aharonson est une des familles de pionniers, dont certains membres se rendent célèbres au sein de la population juive de Palestine; Aharon, qui découvre le "blé sauvage", et sa sœur Sara, l'une des principales fondatrices de l'organisation Nili. Durant la Première Guerre mondiale, le réseau Nili est découvert par les autorités turques, et les représailles dans la ville de Zihron Yaakov sont immédiates. Au moment de son arrestation, et pour échapper aux tortures des autorités, Sara se donne la mort d'une balle dans la tête. Le parcours de la famille, et à travers lui la vie du village dans son ensemble, est présenté aujourd'hui dans la demeure familiale, et abrite aussi un musée rendant hommage à l'activité du réseau. Ce dernier comprend de nombreuses archives, une bibliothèque, une exposition sur les découvertes de Aharon Aharonson et un spectacle de sons et lumières.

### La route du vin
La "route du vin" est le projet de remise en état de la première rue de la ville, dans le pur style des implantations financées par le baron Rothschild dans le pays. Toutes les façades de maisons ont été restaurées, leurs volets refaits en bois, leur toit recouvert de tuiles et la rue centrale est aujourd'hui longée de réverbères de l'époque. On peut voir l'aménagement pratiqué dans les cours intérieures des demeures, où désormais de nombreuses boutiques se sont installées. Ce projet s'étend, géographiquement, du vieux cimetière jusqu'au bâtiment de la coopérative vinicole de l'époque.
C'est dans cette rue que sont concentrés les principaux sites historiques du village. Depuis, elle est devenue un pôle d'attraction touristique, bordé de cafés, de galeries et de restaurants.
Durant l'été, se produisent expositions artistiques et spectacles de rue. À l'occasion des fêtes de Pessah et de Soukkot, on y organise différents festivals.

### Les jardins du mont du "Généreux"
Ce parc naturel s'étend sur 4 500 dounam (450 hectares), et est situé au sud du village. De cette surface, 70 dounam (7 hectares) sont recouverts de fleurs, s'étendant autour des sépultures du baron Edmond de Rothschild et de son épouse la baronne Adélaïde de Rothschild.
Ces jardins ont été aménagés en hommage au rôle primordial joué par le baron dans la mise en place de l'implantation juive en Terre d'Israël; d'où le surnom qui lui fut donné : le "Généreux".
De l'entrée du site partent cinq allées principales, en souvenirs des cinq frères Rothshild, fondateurs de la dynastie. Pour la même raison, cinq jardins supplémentaires ont été aménagés dans l'enceinte du parc;
- le « jardin des sculptures » surplombant la mer Méditerranée;
- le « jardin des roses » de forme symétrique;
- le « jardin des palmiers » donnant sur les montagnes de Samarie;
- le « jardin des senteurs » uniquement composés de plantes odorantes et d'aromates;
- le « jardin de l'amphithéâtre » où durant l'été sont organisés des concerts de musique classique.

## Personnalités liées à Zikhron Yaakov
- Yair Levi (1988-), chanteur et compositeur, y est né.